# 顺化京城
順化歷史建築群（越南语：／），即順化京城（越南语：／），是位於今日越南順化市的古代建築群遺址。該建築群於1993年被聯合國教科文組織列入世界遺產名錄。

## 历史

### 广南国时期
順化原為占城之地，後被越南奪取。鄭阮紛爭時期成為廣南阮主的統治中心。1635年至1687年，广南阮氏领主阮福瀾（神宗）、阮福瀕（太宗）在此地建立金龍城作為都城。後經阮福溙（英宗）、阮福濶（世宗）兩代擴建，改名富春（越南语：／）。阮福濶在富春兴建了金華殿、光華殿、瑤池閣、朝陽閣、光文殿、就乐殿、正冠堂、中和堂、怡然堂、暢春堂、建瑞雲亭、同乐軒、内院庵、絳香亭等宫殿亭阁，并在香江上游修建了建阳春府，内有长乐殿、阅武轩等建筑。
公元1771年，阮氏三兄弟（阮文岳、阮文侣、阮文惠）在广南国境内发动西山起义，企图推翻广南国阮福淳的统治，广南国阮氏朝廷急忙召回征讨暹罗的兵马，但为时以晚。盘踞越南北部的郑氏趁机遣将军黄五福入侵广南阮氏。黄五福率领二十三个营、11500人的郑氏军队，和西山叛军合作，在景兴三十五年（公元1774年）攻陷富春。此后富春曾成为西山朝的都城。

### 阮朝时期
阮福映在富春沦陷时逃往嘉定，后在法国传教士百多禄主教的帮助下复国，并建立阮朝。在法国人的帮助下，阮福映手下官员陈文学曾经将嘉定城改建为带有西洋式城壕和楞堡的城池，1802年阮福映建立阮朝之後，任命陈文学为监城使钦差掌奇，营建京城。营建工作于嘉隆四年（1805年）四月开始，嘉隆十七年（1818年）七月，南、东两面城墙落成，参与营建的军士14000人，每人赏钱十缗。嘉隆十八年（1819年）三月北面城墙竣工，同年五月西面城墙竣工，参与营建的军士14336人，每人赏钱十缗。城墙仿照西洋军事城堡，为避免火炮破坏，为低矮的土垒墙，厚达20米。但是由于陈文学拘泥于礼制，顺化的总体布局模仿中国都城形制，因此城池平面为方形。
在营建京城的同时，阮福映命黎质、范文仁、阮文谦，参照中国紫禁城的建筑风格，在富春城内修建顺化皇城，作为阮朝朝廷的行政中心。竣工之后的富春改名为顺化，定为京师承天府。
明命元年（1820年）十月，京城暴雨，顺化的土筑城墙被淋塌三百丈（1200米）。明命三年二月，明命帝命令在土筑城墙外包砖石，首先在东段城墙五百六十五丈五尺长的一段城墙上包砌砖石。施工过程中，明命三年十月顺化发生大水灾，冲垮北、南、西三面城墙两千零五十七丈。明命四年（1823年）七月，南、西两面城墙修复完毕，总长度一千三百六十八丈，明命五年北城墙修复完毕。明命十二年三月，顺化京城南、东两面城墙开始包砖石，五月西城墙包砖石，明命十三年三月北城墙包砖石。至明命十三年五月，顺化京城四面城墙全部包砌砖石完毕。

### 越南共和国及越南社会主义共和国时期
順化皇城及京城曾在1947-1948年的法越战争中受损。越南戰爭中，越南人民军在1968年1月30日发动“春节攻势”，突袭并占领了位于北緯17度非軍事區以南的顺化城。顺化京城及皇城中的古建筑群在随后美军与北越军的順化戰役中受到严重損害。越南统一后，越南社会主义共和国有限修復了皇城太和殿等一部分有代表意义的古建筑。

## 城市布局
顺化京城位於香江之旁，京城南临香江，南方面对案山御屏山，构成风水格局。

### 皇城

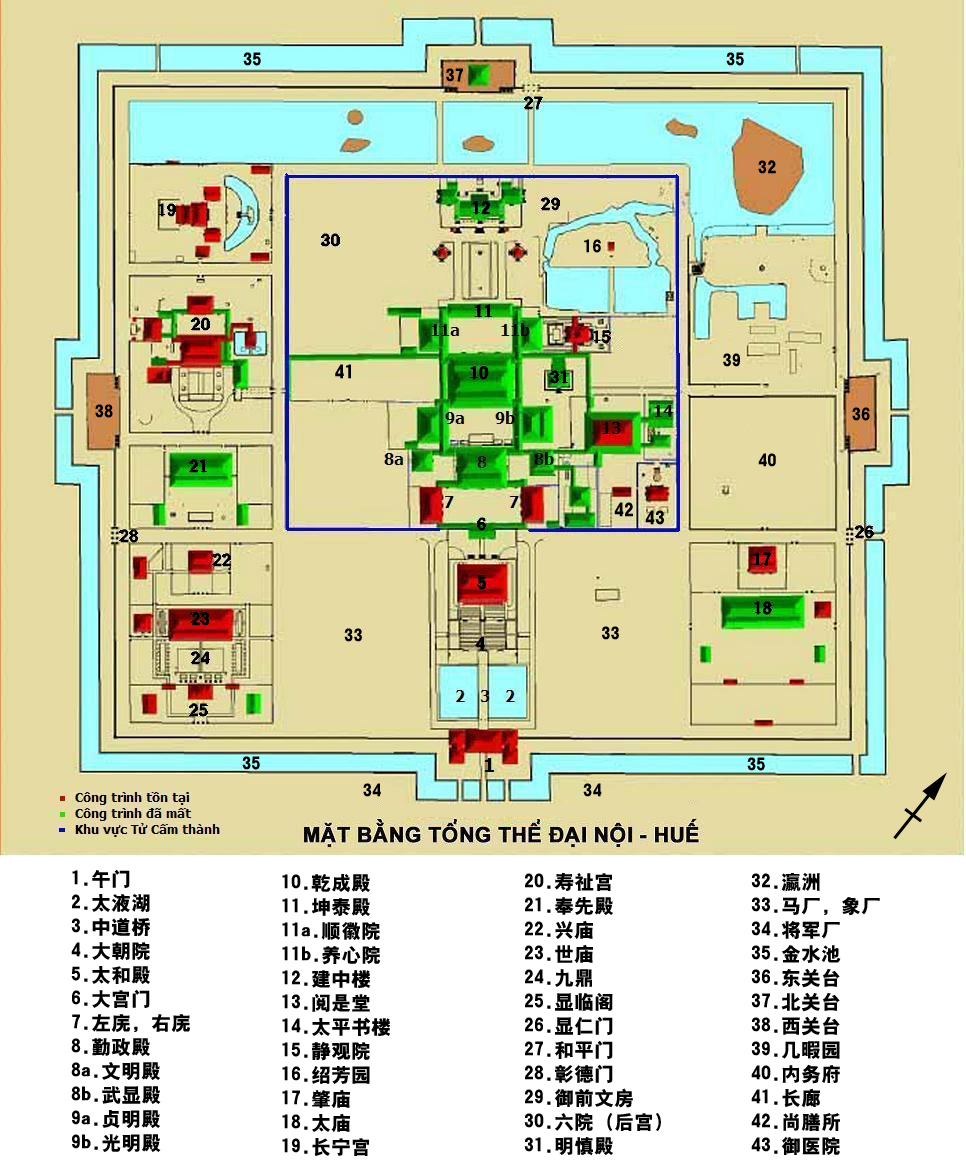
順化皇城平面圖。紅色為現存的建築，綠色為已經破壞無存的建築。藍色線內為紫禁城區域

順化京城其中心為阮朝皇帝的宮殿順化皇城（越南语：／），皇城之内有正殿太和殿，阮朝帝后嫔妃居住的紫禁城，太后太妃居住的寿祉宫和长宁宫，供奉祖先的太庙、世庙、肇庙、兴庙、奉先殿等建筑，以及内务府、马厂、象厂等服务性机构，及幾暇園、瀛洲等园林。皇城正门午门之南有大旗台。

### 政府机构
皇城之外的順化京城内，设有都城隍庙、社稷坛、观象台、敷文楼、国子监、文庙、启圣祠、贤良祠、机密院、六部、都察院、国史馆、通政使司、净心湖、藏书楼、火药碪硝库、庆宁宮、保定宮、宮监院、平安堂、武库、镇平台、恭宗廟、舒光園等政府机构、离宫和园林。

### 城墙、城台
京城外圍有正方形城牆，内心为夯土，外包砖石，厚20米，高6米，城墙长度為9950米。城墙外面被宽22米、深4米的護城河包圍。四面城墙上共设二十四座西洋式棱堡，称为“台”。南面城墙为南明台、南兴台、南正台、南昌台、南胜台、南亨台等六台；东侧为东泰台、东长台、东嘉台、东辅台、东永台、东平台六台；西面为西成台、西绥台、西静台、西翼台、西安台、西贞台六台；北面为北定台、北和台、北顺台、北中台、北奠台、北清台六台。每座城台上都设有大炮，城台下有火药库和值更所。

### 城门、街道
顺化京城设城门十一座，南面为体仁门、广德门、正南门、东南门，东面为正东门、东北门、镇平门，西面为正西门、西南门，北面为正北门、西北门。明命元年五月设京城街道，体仁门内为体元大街，广德门内为广德大街。城内共设有九十五个街坊。

### 御河、净心湖
嘉隆元年在城内的武库附近开凿清沟，后扩建为御河，河上建有御河桥、庆宁桥、永利桥、博济桥、平桥等石桥。在御河流出城的地方设有东城水关和西城水关。
皇城东北、御河之南有净心湖，湖中小岛原为火药库，后改为阮朝皇室游玩的离宫，四周围墙，辟有夏薰门、春光门、秋月门、冬曦门四门，湖中有蓬莱岛、方丈岛和四达亭三座水中小岛，及蓬瀛殿、清心榭、南薰阁、天然堂、养性轩、净心楼、碧藻门、红蕖桥、绿柳桥、白萍桥、金莺堤等景点。明命帝在位时，曾题有“莺堤春色”、“曲榭荷风”、“净湖晓月”、“水榭观鱼”、“湖楼烟雨”、“竹径乘凉”、“轻槎赏莲”、“南薰览胜”、“澄练晩晁”、“三洲晓景”等“净心湖十景”。

### 镇平台
在顺化京城的东北角，还设有凸出城外的小城一座，称为镇平台（初名太平台），设有镇平门，为驻军守城的要塞，周长738米，高20米，墙厚10米，周围有宽22米的护城河，设有三门大炮和一处火药库。阮朝后期，镇平台为法国军队驻扎的营地。

### 行宫、寺院、皇陵
在顺化京城之外，还设有香江行宫、神符行宫、顺直行宫、顺安行宫、翠云行宫、虎园等阮朝时期的行宫建筑，南郊坛、先农坛、玉盏山神祠等礼制建筑。城内及城外的宗教建筑有灵佑观、妙諦寺、天姥寺、国恩寺、慈孝寺。顺化郊外有兴祖孝康皇帝基圣陵、世祖高皇帝天授陵、圣祖仁皇帝孝陵、宪祖章皇帝昌陵、翼宗英皇帝谦陵、景宗纯皇帝思陵、恭宗惠皇帝安陵、弘宗宣皇帝应陵等阮朝皇家陵寝建筑。

## 登录基准
该世界遗产被认为满足世界遺產登錄基準中的以下基準而予以登錄：
- （iv）关于呈现人类历史重要阶段的建筑类型，或者建筑及技术的组合，或者景观上的卓越典范。

该标准具体阐释为“顺化古迹建筑群是东方封建都城的杰出代表。”

## 圖片集

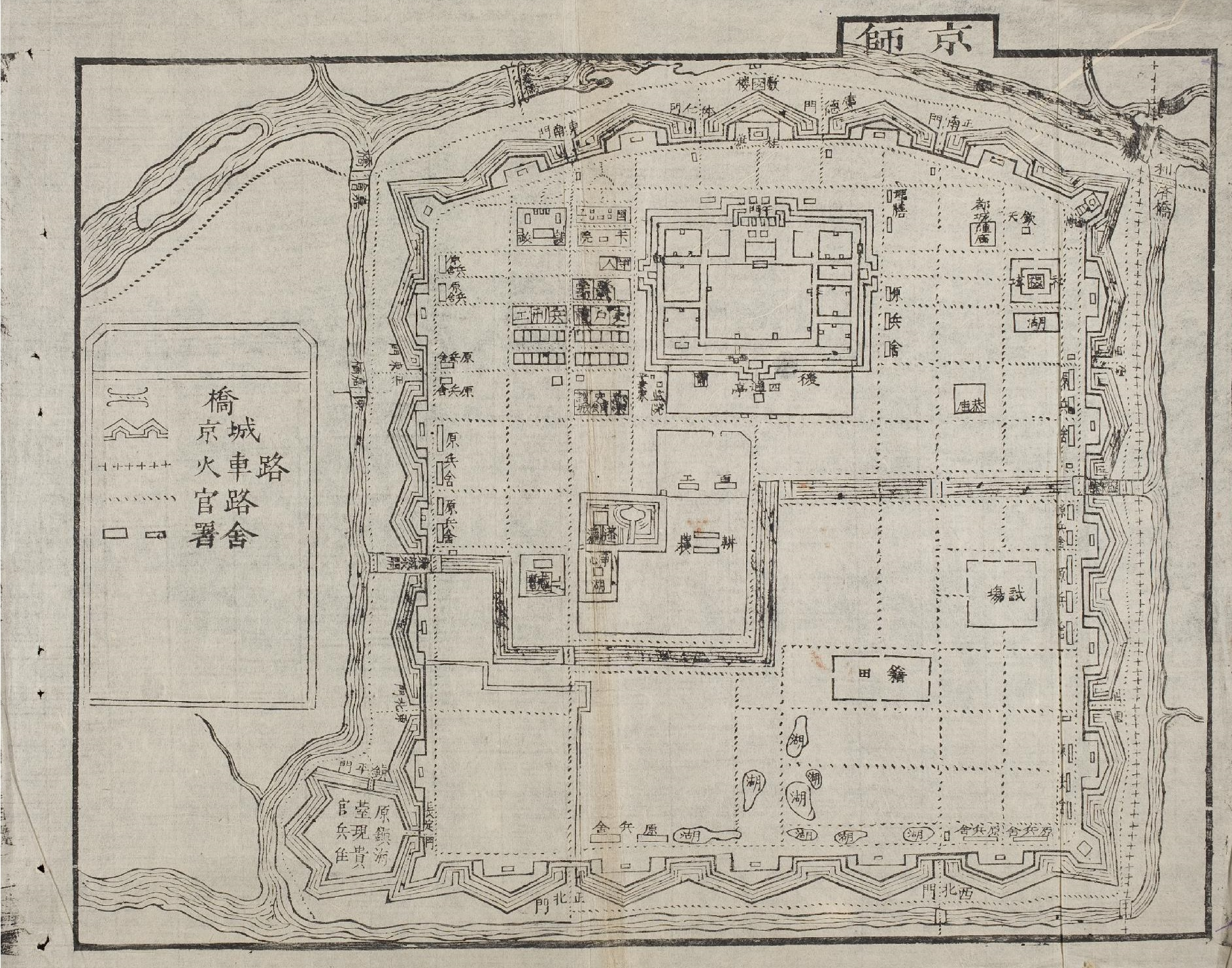
《大南一統志》京师图
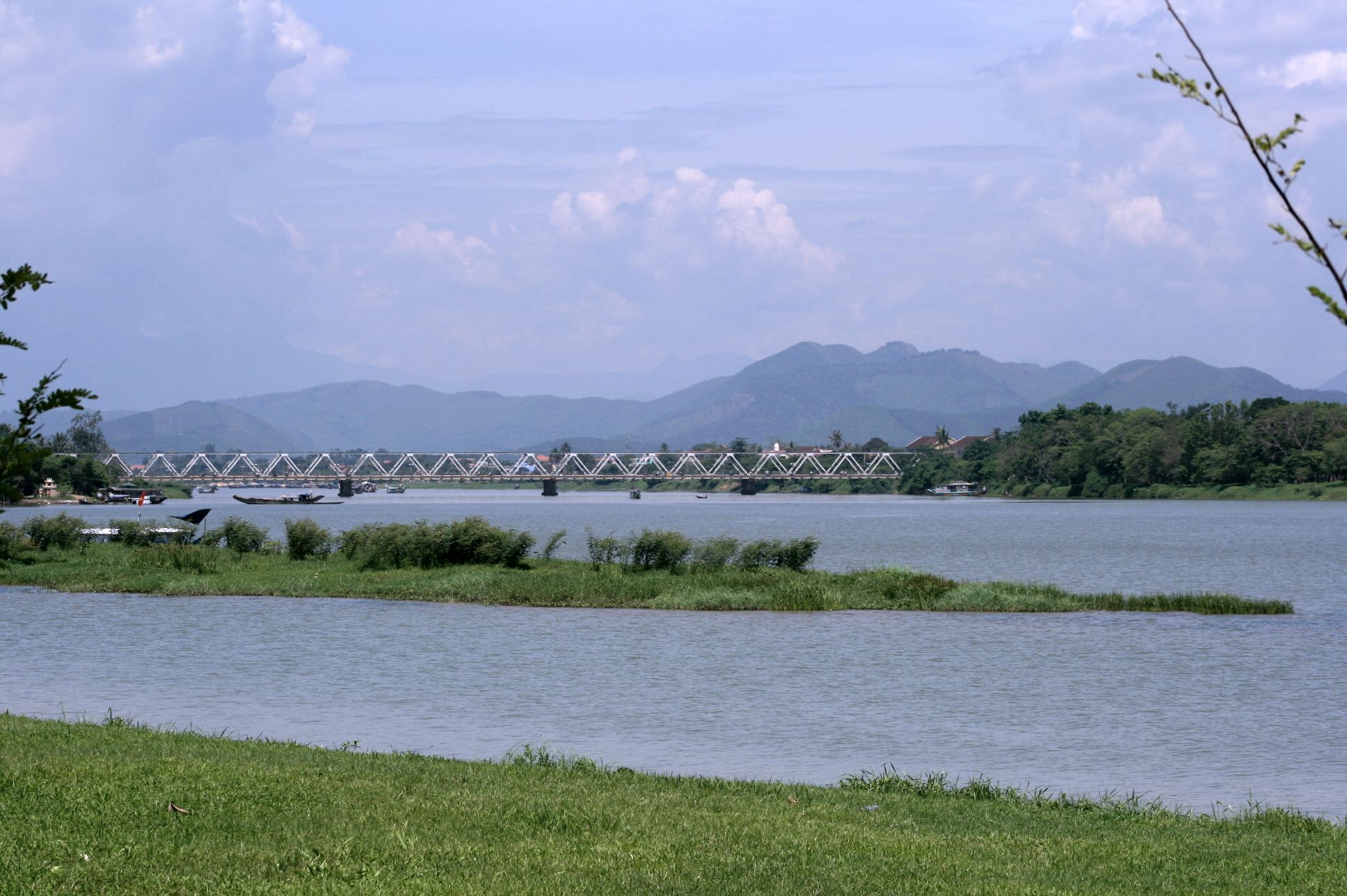
順化與香江
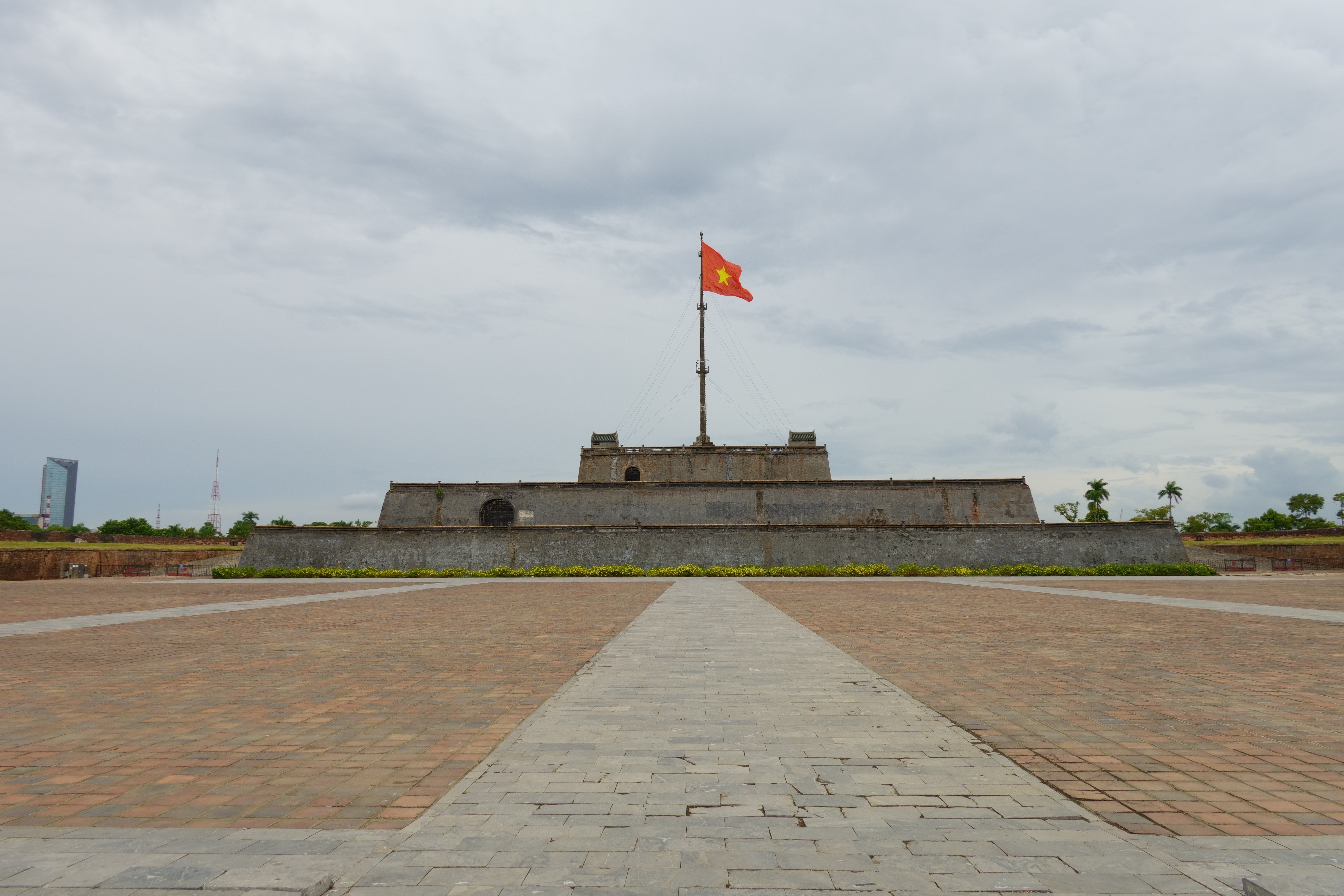
午门外大旗台
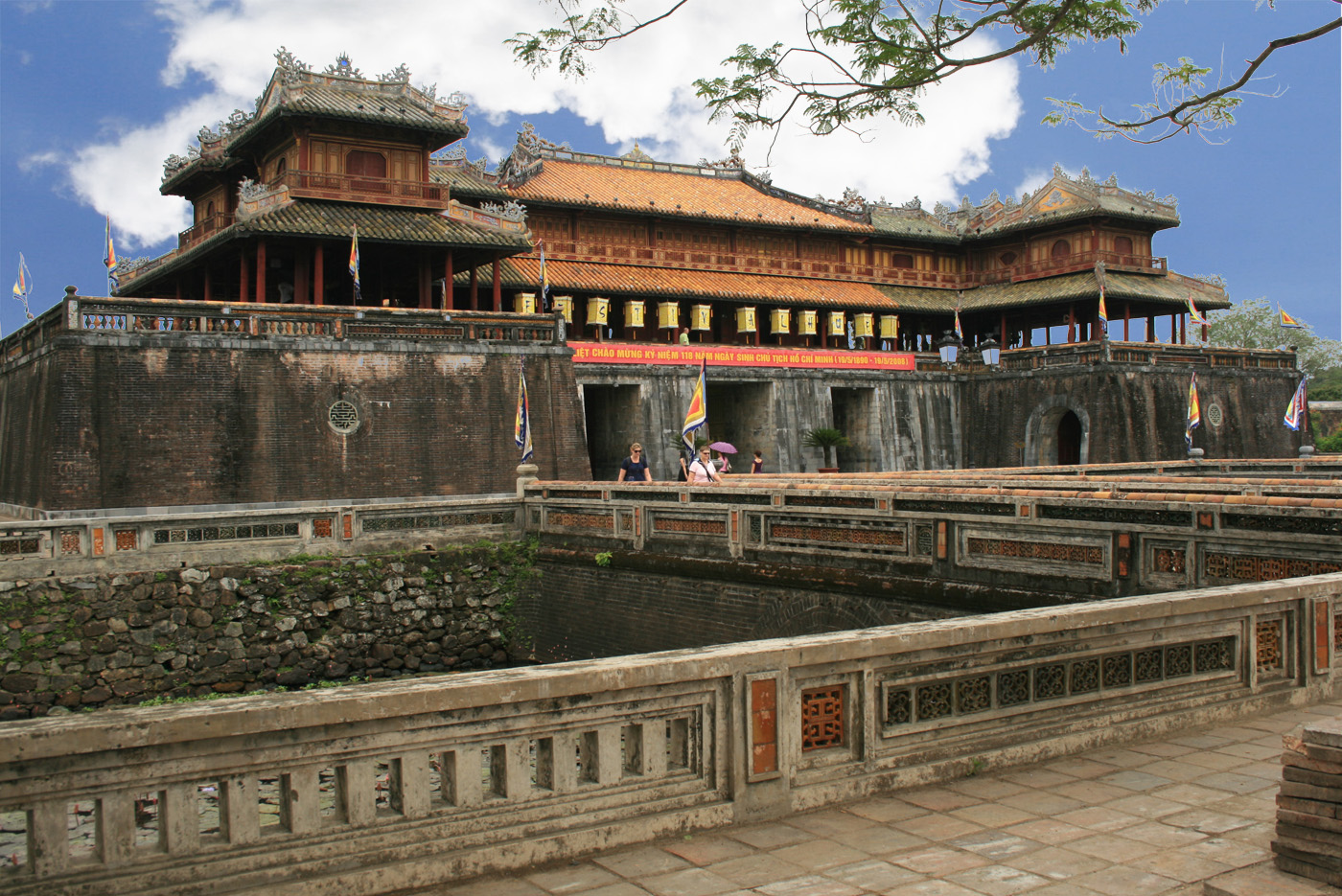
顺化皇城午门
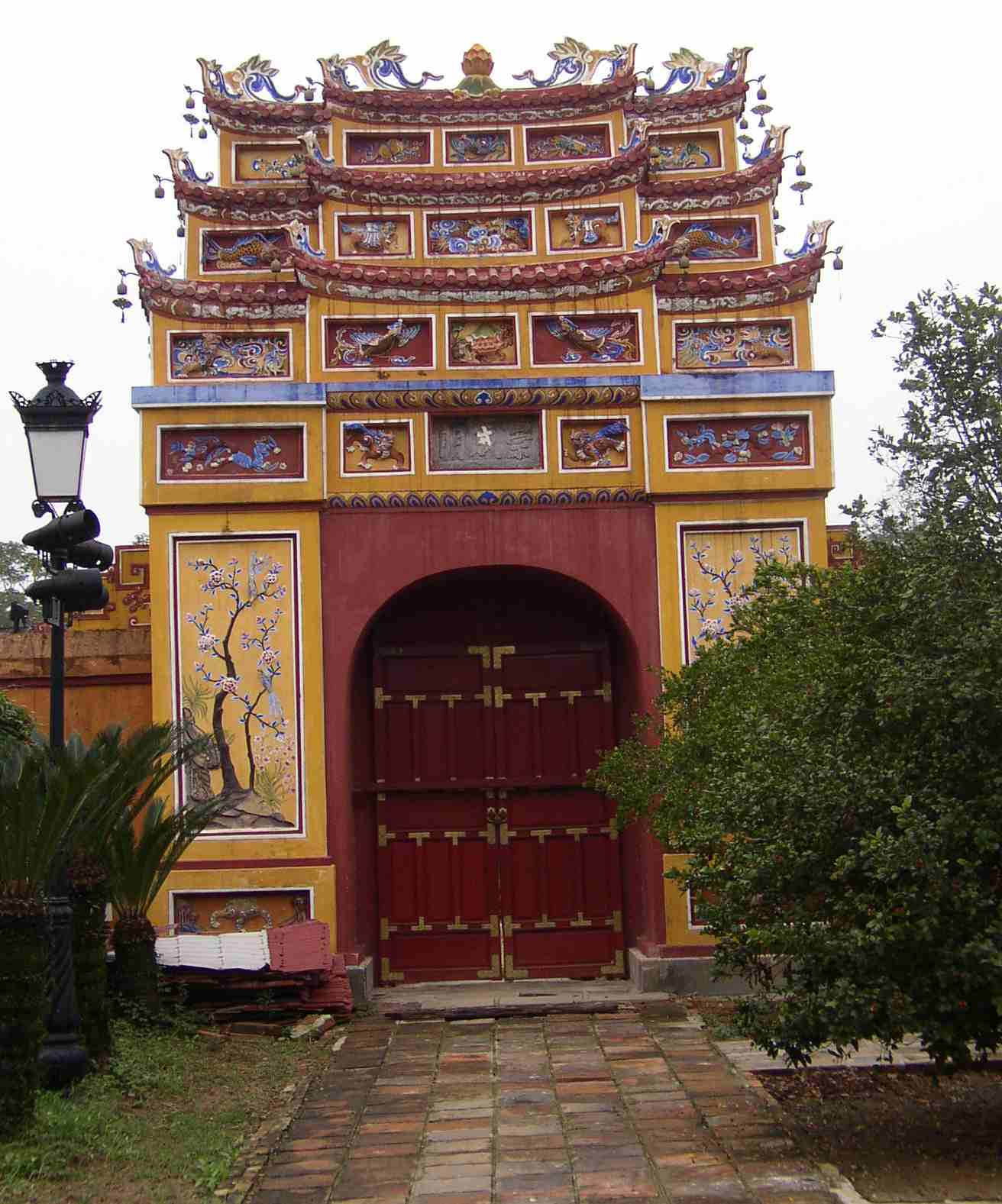
顺化皇城崇成門
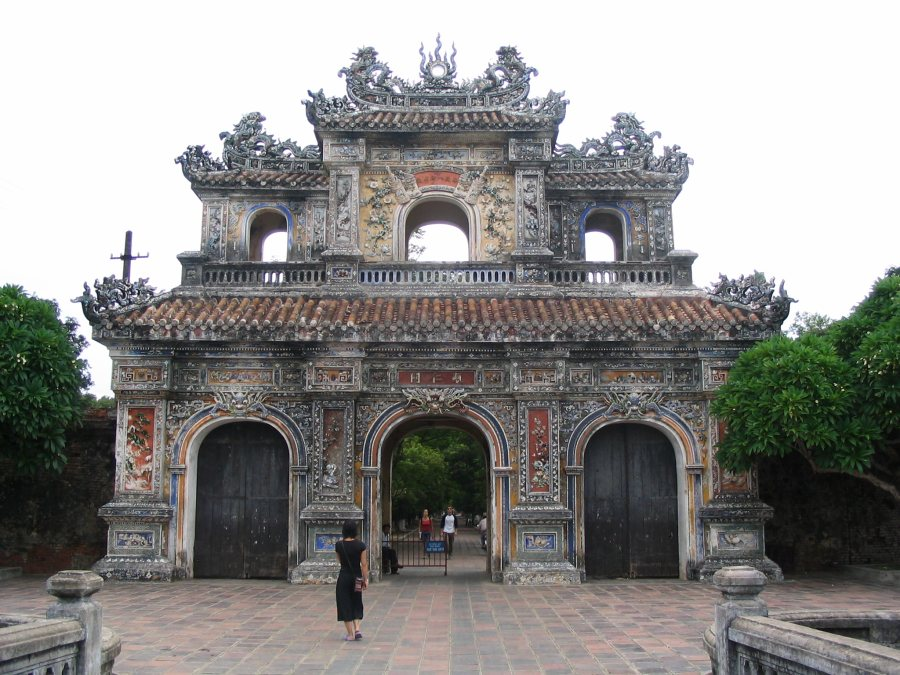
顺化皇城东门(显仁门)
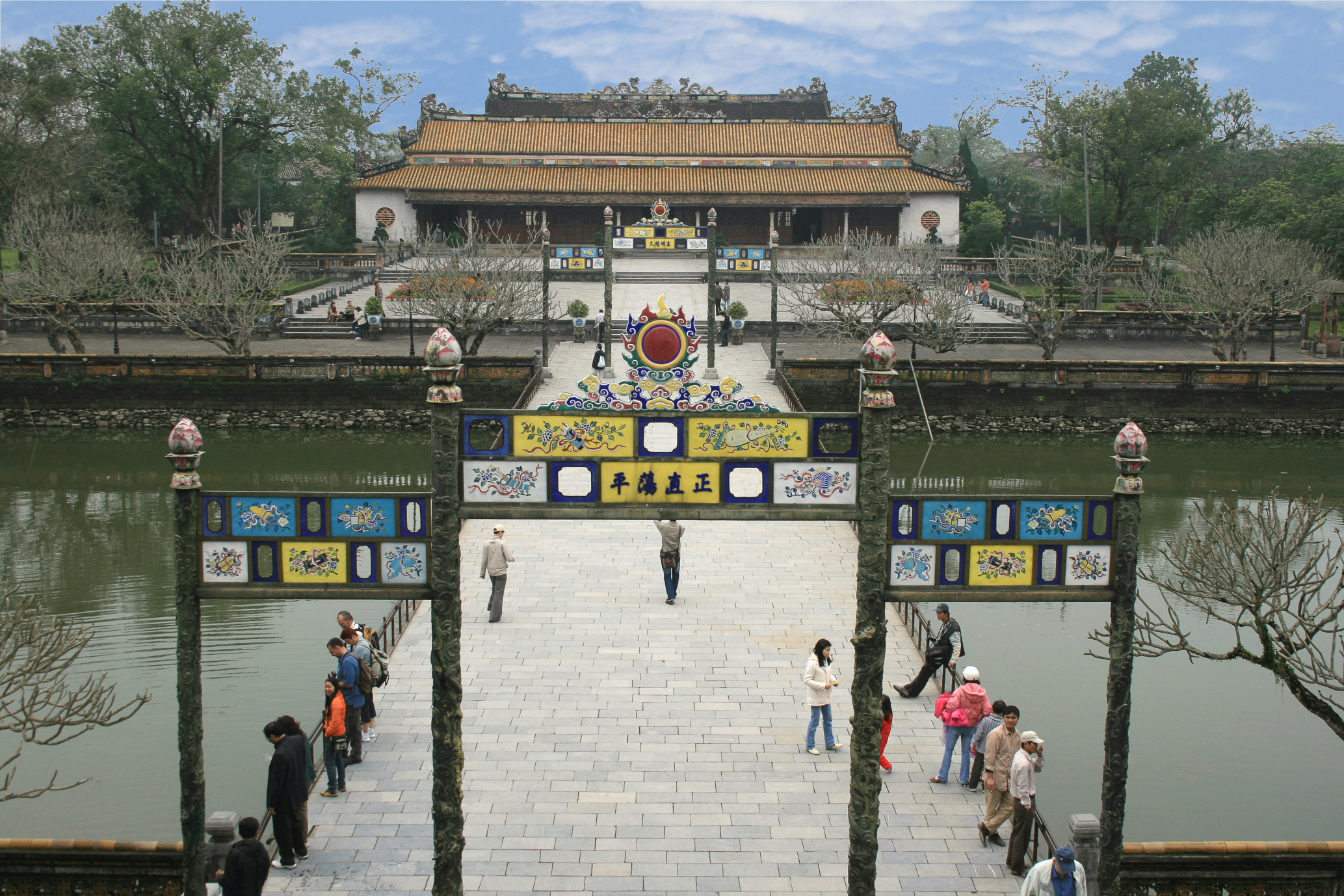
顺化皇城太和殿
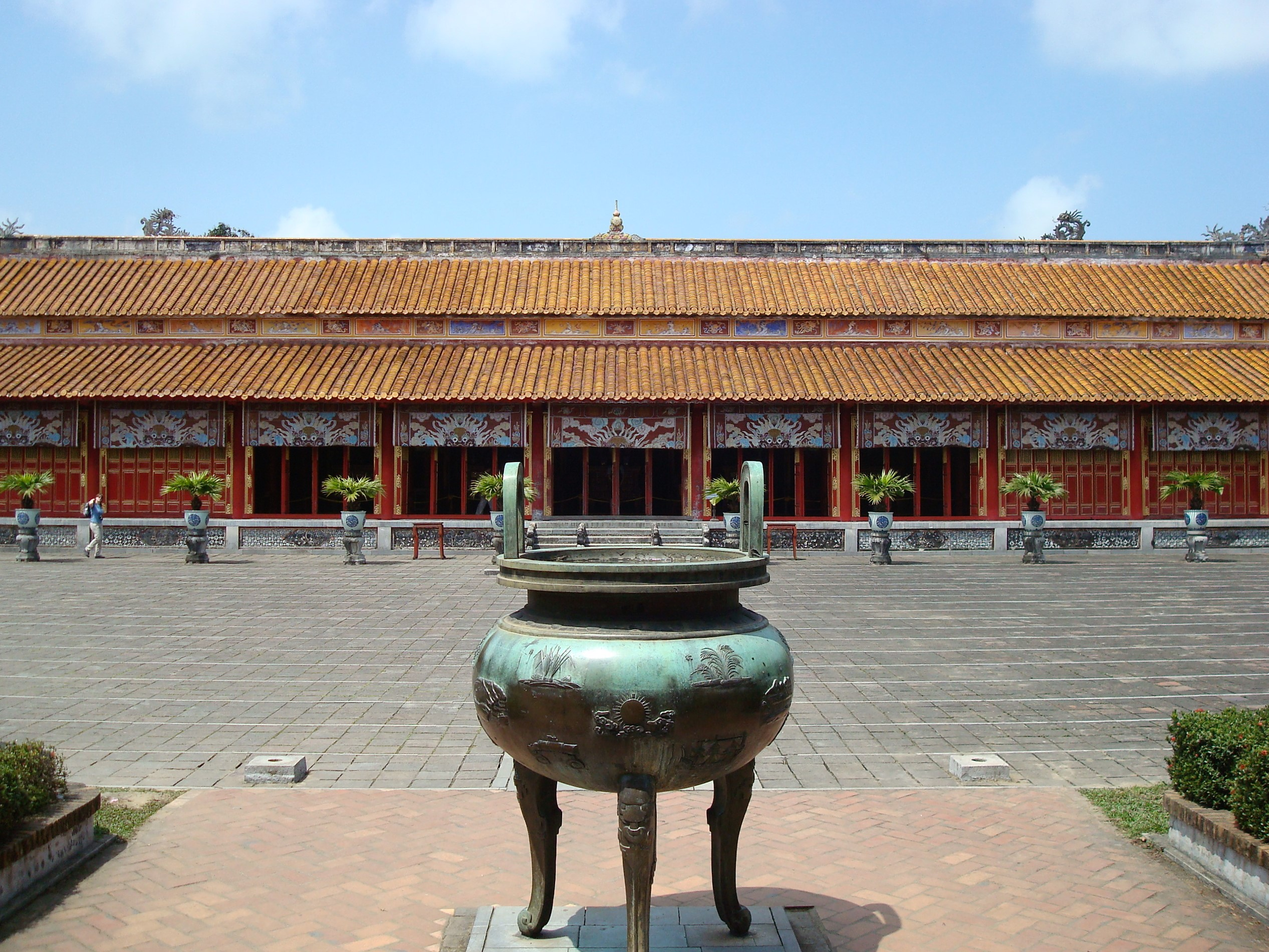
顺化皇城世庙
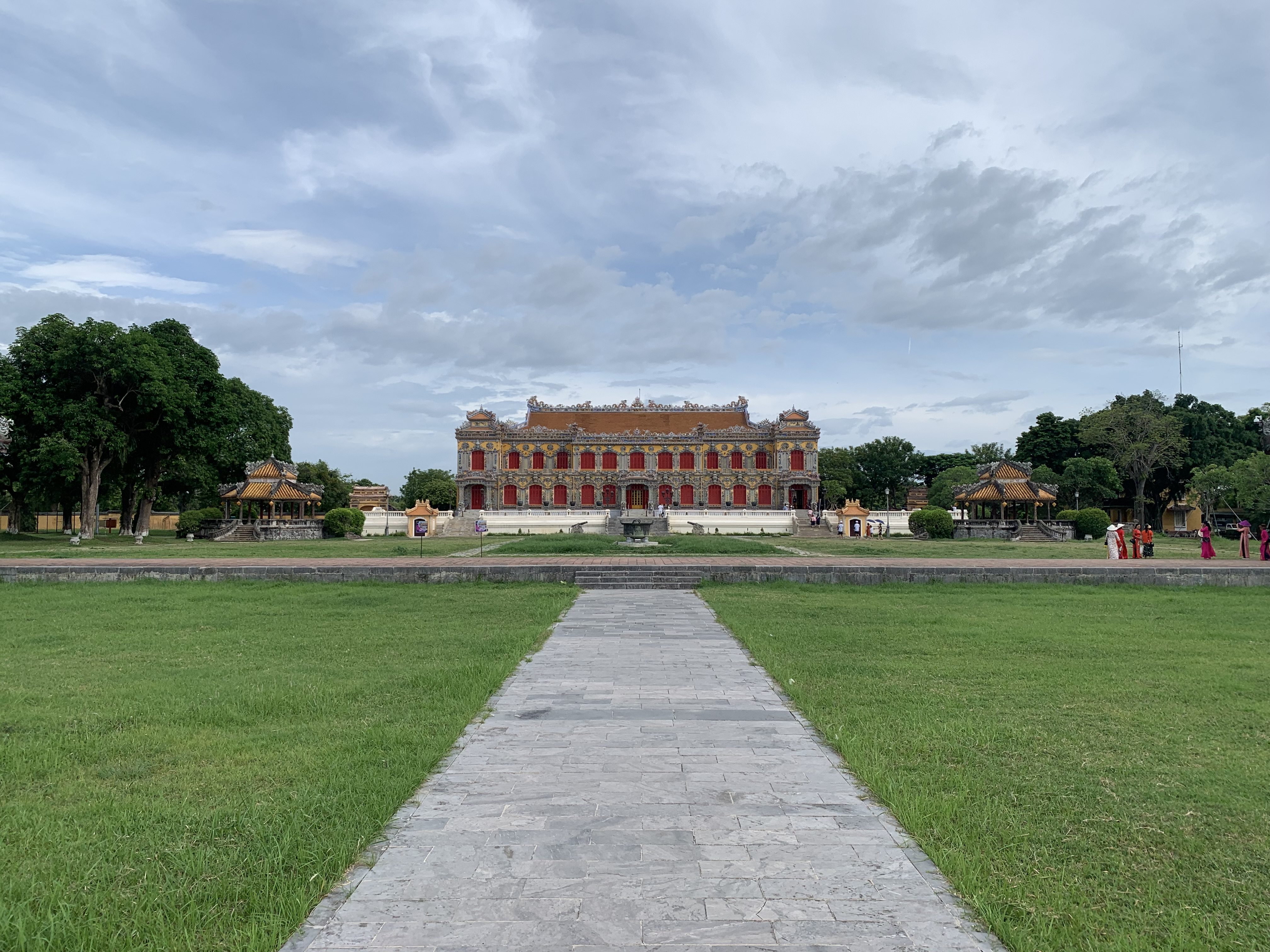
建中宮
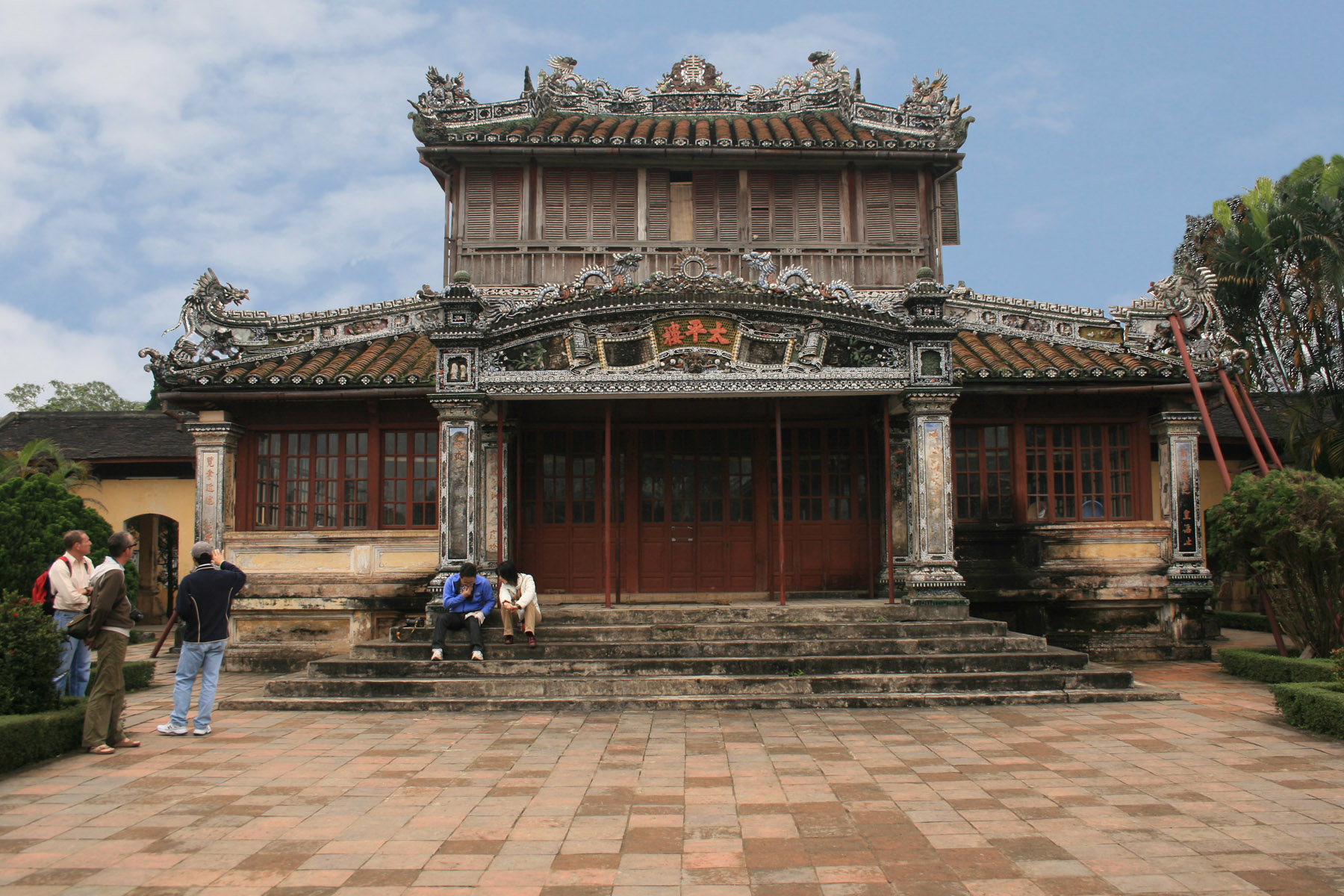
太平樓
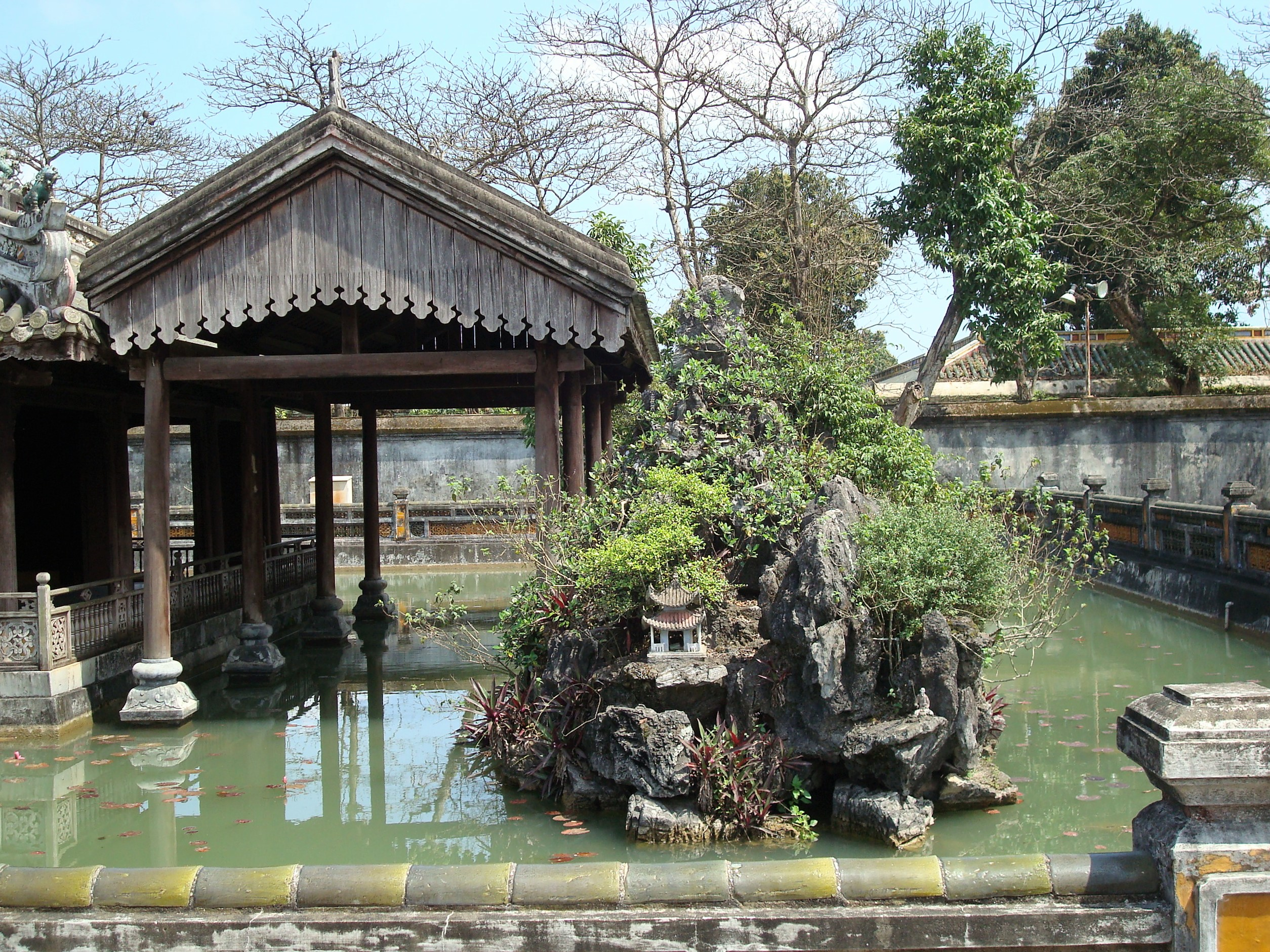
顺化皇城花园
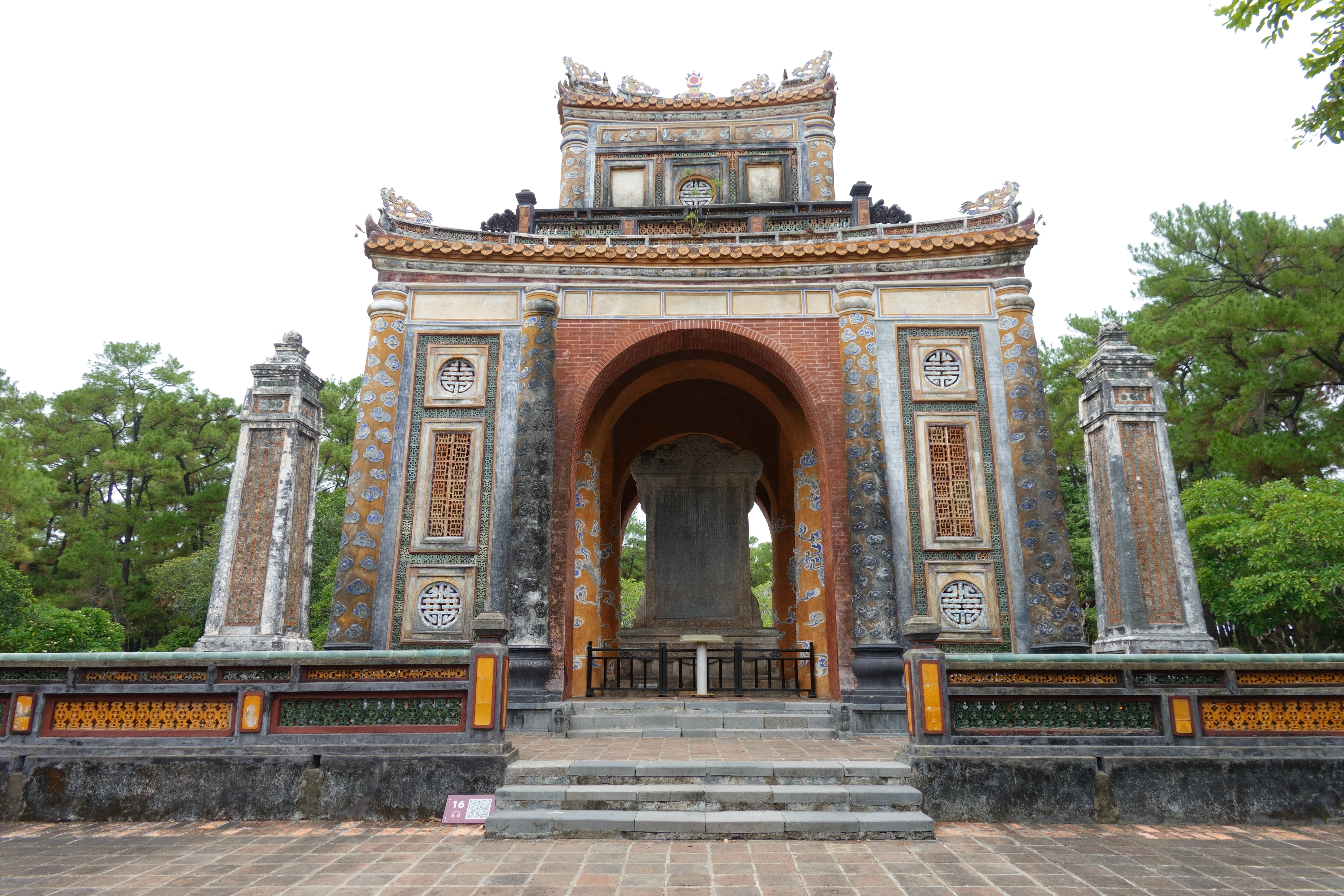
謙陵碑亭（翼宗）
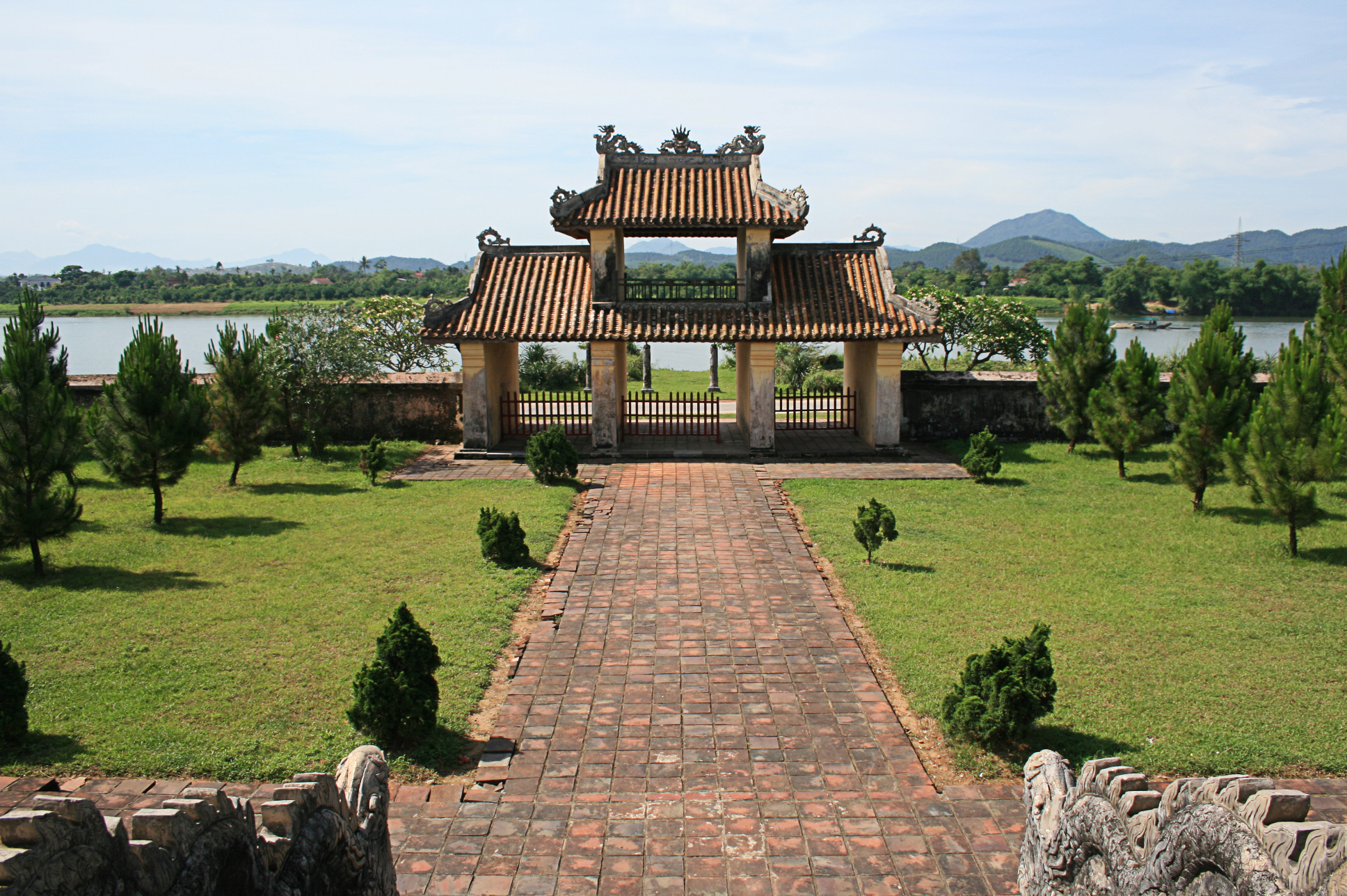
顺化文庙大门
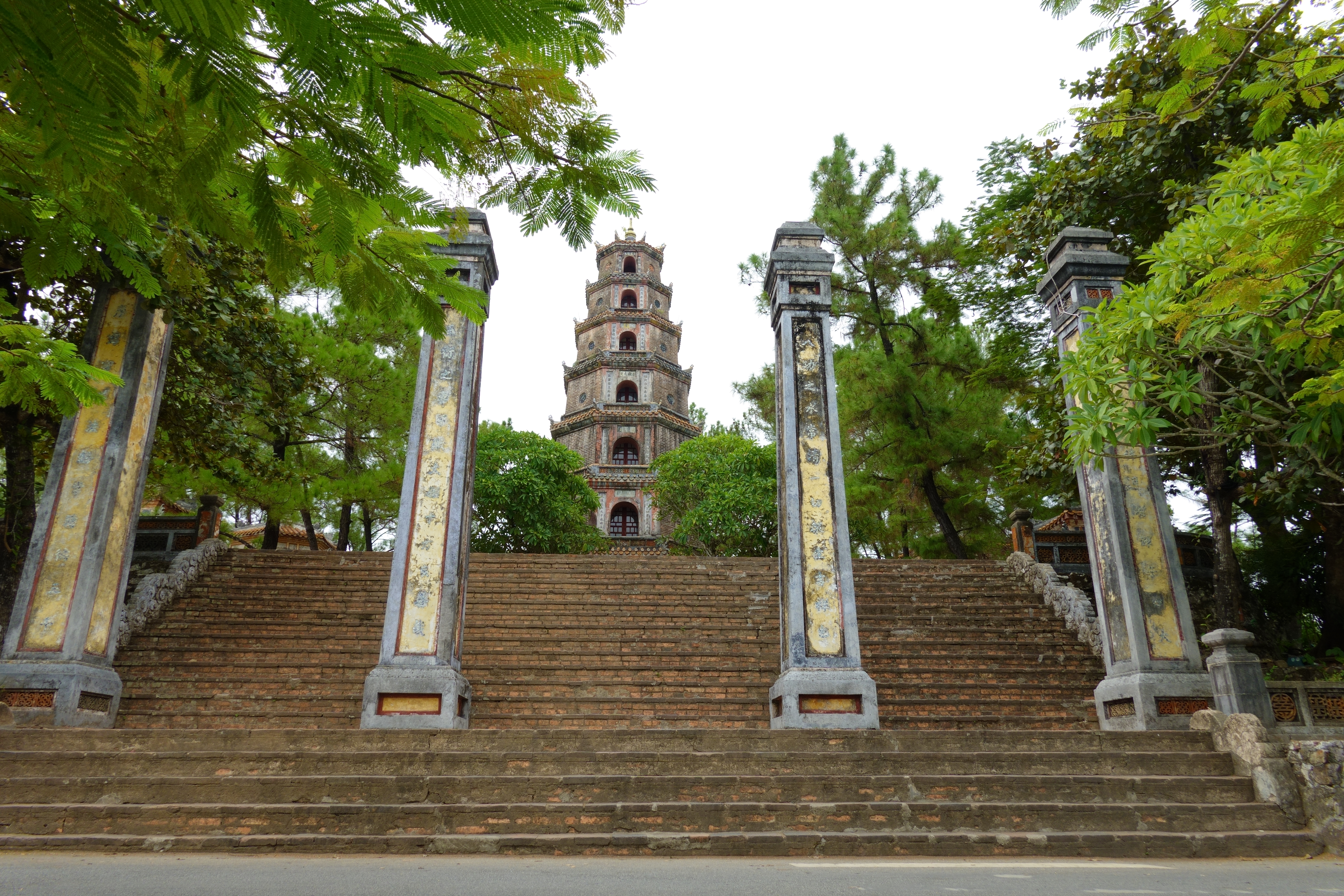
天姥寺

## 外部連結
维基共享资源上的相關多媒體資源：顺化京城
- Imperial City, Huế photographs and text （页面存档备份，存于）